# Lockheed P-38 Lightning
Lockheed P-38 Lightning (Tia Chớp) là máy bay tiêm kích trong Chiến tranh thế giới thứ hai của Hoa Kỳ. Được phát triển theo yêu cầu của Không lực Lục quân Hoa Kỳ, P-38 có cấu trúc đặc biệt với 2 thân dài gắn động cơ phía trước và 1 thân giữa ngắn có khoang lái và vũ khí. Máy bay được sử dụng cho nhiều vai trò khác nhau bao gồm ném bom bổ nhào, ném bom ngang, tấn công mặt đất, trinh sát hình ảnh, cũng như dùng rộng rãi như là máy bay tiêm kích hộ tống tầm xa khi được trang bị thùng dầu phụ vứt được dưới cánh. P-38 được dùng rộng rãi và thành công nhất trên Mặt trận Thái Bình Dương và Mặt trận Trung Hoa-Miến Điện-Ấn Độ - nơi nó được lái bởi phi công Hoa Kỳ và có được số chiến công không chiến cao nhất cho đến nay. Chiếc Lightning tên "Marge" lái bởi phi công "Ách" Richard Bong đạt 40 chiến công, và tiếp sau là "Ách" Thomas McGuire với 38 chiến công trên chiếc "Pudgy". Ở khu vực Tây Nam Thái Bình Dương, P-38 là máy bay tiêm kích chủ yếu của Không lực Bộ binh Hoa Kỳ cho đến khi có mặt P-51D Mustang với số lượng lớn cho đến cuối cuộc chiến.

## Thiết kế và phát triển

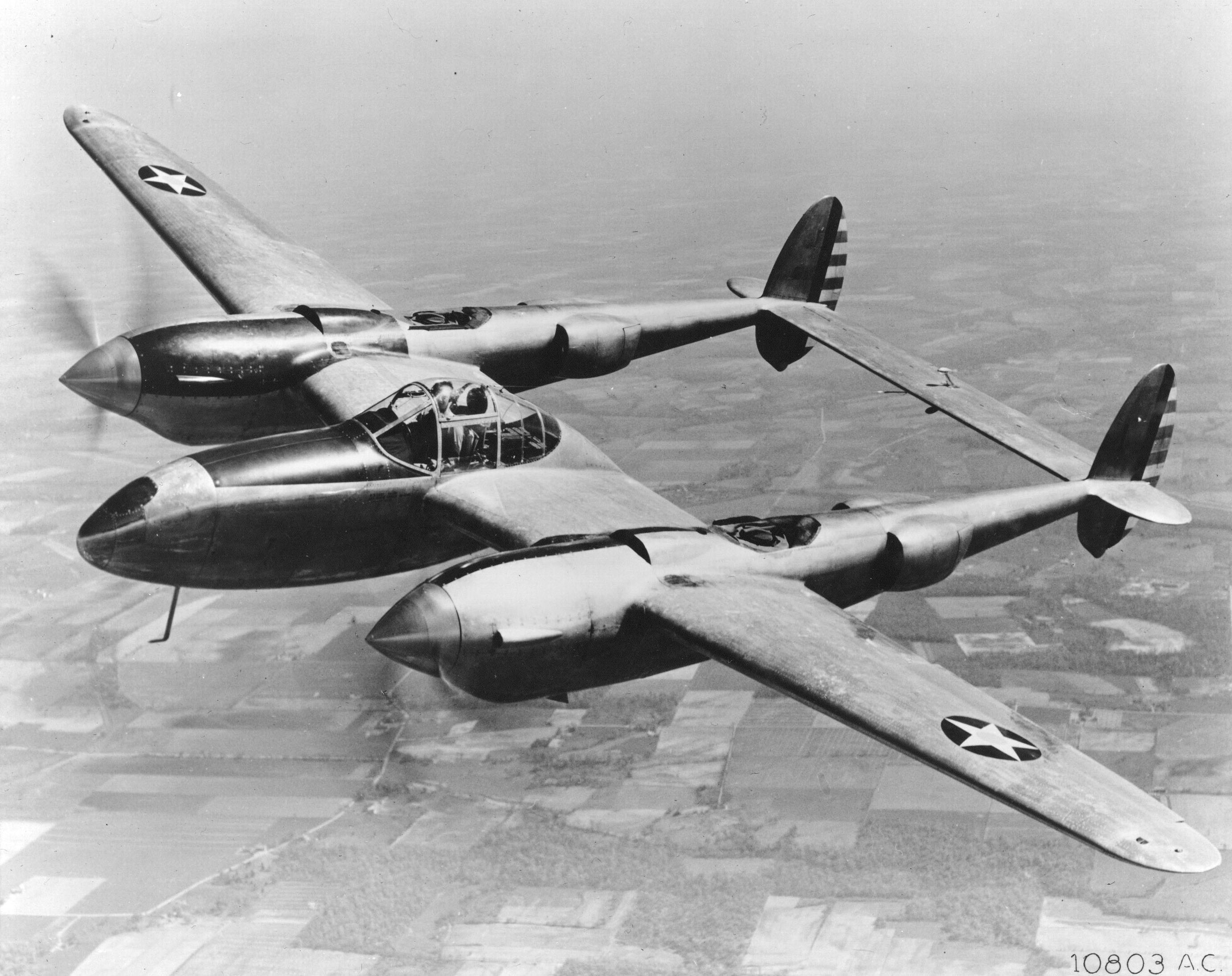
Lockheed YP-38 (1943)

Lockheed thiết kế chiếc P-38 nhằm đáp ứng một yêu cầu của Không lực Lục quân Hoa Kỳ năm 1937 về một máy bay tiêm kích đánh chặn tầm cao, đạt tốc độ 580 km/h ở độ cao 6.100 m (360 mph ở 20.000 ft). Chiếc P-39 Airacobra của hãng Bell và P-40 Warhawk của Curtiss cũng được thiết kế để đạt được những yêu cầu này.
Nhóm thiết kế Lockheed dưới sự chỉ đạo của Hall Hibbard và "Kelly" Johnson đã cân nhắc một loạt cấu hình trước khi tổng hợp một số thiết kế từ những máy bay tiêm kích hiện có. Nhóm Lockheed chọn thân đôi để mang các động cơ và cánh ổn định, và một thân giữa cho phi công và vũ khí. Mũi máy bay được thiết kế để mang 2 súng máy Browning M2 12,7 mm (0,50") với 200 viên đạn mỗi khẩu, 2 súng máy Browning M1919 7,62 mm (0,30") với 500 viên đạn mỗi khẩu, và 1 pháo Oldsmobile 37 mm với 15 quả đạn. Gắn cụm toàn bộ vũ khí trên mũi có nghĩa là khác với đa số máy bay Mỹ khác gắn súng trên cánh, nơi mà đường đạn bắn chéo nhau đến nhiều điểm trong một "vùng hội tụ", phi công Lightning cần nhắm chính xác hơn. Ví dụ, phi công "Ách" Dick Bong, người có số chiến công cao nhất nước Mỹ trong Thế Chiến II, phải bay thẳng đến mục tiêu để chắc trúng, đôi khi phải bay qua những mảnh vỡ của máy bay đối phương. Tuy nhiên, súng gắn mũi không bị giới hạn tầm bắn hiệu quả do kiểu hội tụ, nên phi công giỏi có thể bắn xa hơn. Chiếc Lightning có thể bắn trúng mục tiêu trong tầm đến 1.000 yard, trong khi các kiểu tiêm kích khác phải chọn một vùng hội tụ trong khoảng giữa 100 đến 250 yard. Cụm vũ khí cũng có tác dụng "cưa nát" mục tiêu, nên máy bay cũng có thể càn quét mặt đất.
Đây là thiết kế máy bay tiêm kích đầu tiên sử dụng bộ bánh đáp 3 bánh, và được trang bị 2 động cơ 12-xi lanh Allison V-1710 1.000 mã lực (746 kW) turbo-siêu tăng áp với các cánh quạt xoay ngược nhau nhằm loại trừ tác động của mô-men xoắn động cơ, và bộ tăng áp gắn trong thân phía sau động cơ.

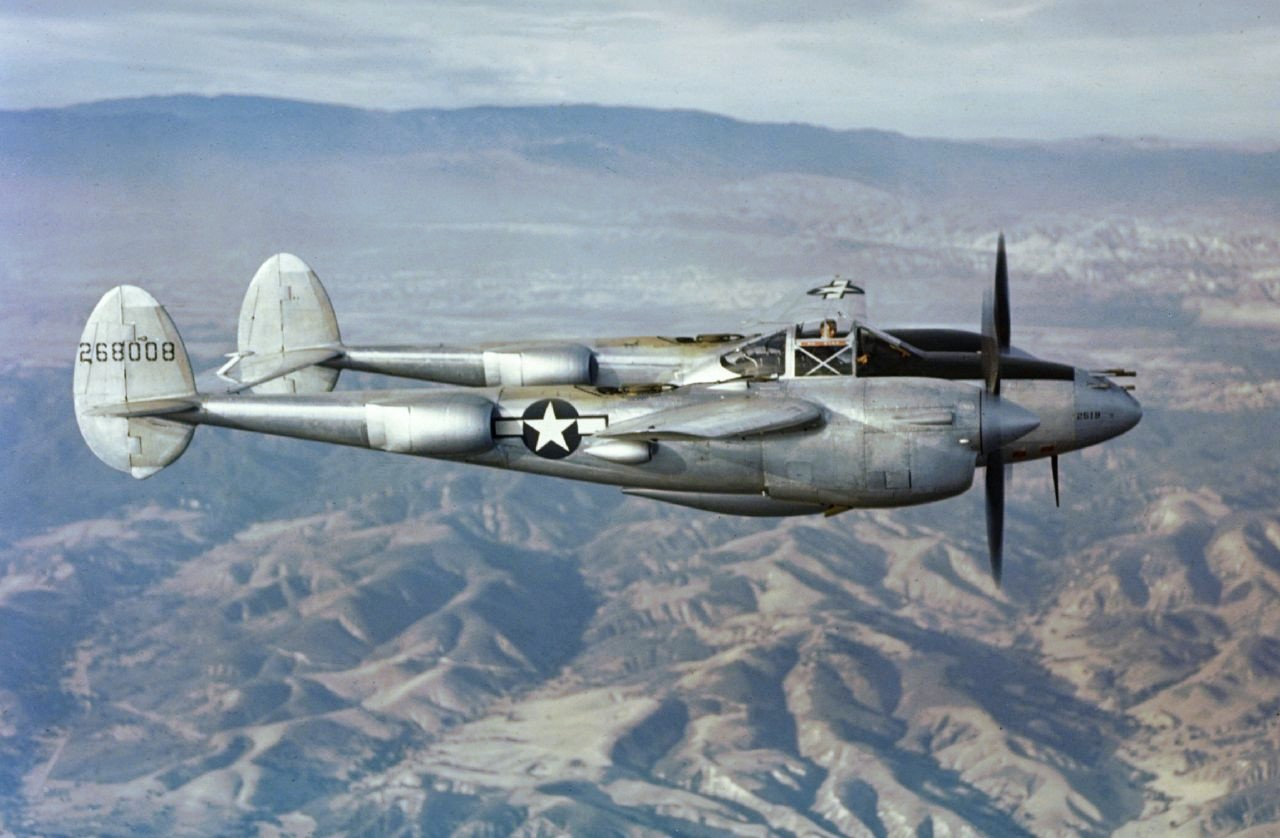
P-38J bay trên bầu trời California.

Lockheed thắng gói thầu vào ngày 23 tháng 6 năm 1937 với kiểu  Model 22, và được hợp đồng chế tạo nguyên mẫu XP-38. Việc chế tạo bắt đầu từ tháng 7 năm 1938 và chiếc XP-38 cất cánh lần đầu ngày 27 tháng 1 năm 1939. Chuyến bay ngày 11 tháng 2 năm 1939 để di chuyển tới nơi thử nghiệm là căn cứ Không quân Wright-Patterson được kéo dài bởi tướng Henry "Hap" Arnold, tư lệnh Không lực Bộ binh Hoa Kỳ, để thao diễn tính năng máy bay. Nó đã lập kỷ lục tốc độ bay xuyên lục địa khi bay từ California đến New York trong 7 giờ 2 phút, nhưng hạ cánh hụt đường băng tại sân bay Mitchel Field, Hempstead, New York, và bị vỡ. Tuy vậy, dựa trên kỷ lục chuyến bay, Không lực đặt hàng 13 chiếc YP-38 vào ngày 27 tháng 4 năm 1939.
Việc sản xuất YP-38 bị chậm trễ so với kế hoạch – chiếc đầu tiên chỉ hoàn thành vào tháng 9 năm 1940, bay lần đầu ngày 16 tháng 9-1940, và chiếc cuối cùng giao cho Không lực vào tháng 6 năm 1941. Nó được thiết kế lại về căn bản và khác biệt nhiều về chi tiết so với chiếc XP-38 lắp ráp bằng tay. Nó nhẹ hơn, thay đổi cách gắn động cơ, và chiều xoay cánh quạt ngược lại (cánh quay ra từ buồng lái ở phía trên chứ không quay vào như trước) nhằm tăng độ vững của máy bay làm bệ súng.
Những chuyến bay thử nghiệm cho thấy hiện tượng cánh đuôi rung là một vấn đề. Khi bay nhanh, nhất là khi bổ nhào, đuôi máy bay bắt đầu rung mạnh và mũi chúc xuống. Trong trường hợp này máy bay bị chòng chành do lực nén và các điều khiển bị khóa cứng, làm cho phi công không thể làm gì hơn là phải thoát ra bằng dù. Trong một chuyến bay ngày 4 tháng 11 năm 1940, cấu trúc đuôi bị rơi ra khi bổ nhào ở tốc độ cao; giết chết phi công thử nghiệm YP-38 Ralph Virden. Một chuyến bay khác, Thiếu tá Không lực Signa Gilkey xoay xở ở lại trong chiếc YP-38 bị khóa cứng, giữ được máy bay cho đến khi không khí đậm đặc hơn, cho đến khi thoát ra được nhờ dùng cánh nâng. Khắc phục tạm thời là gắn các đối trọng trên thân giữa cánh nâng, nhưng nỗi bất hạnh thực sự được chứng minh là do sự nối kết gốc cánh đột ngột thẳng vào thân. Một vài thay đổi khí động học, đặc biệt là thêm vào đường gân ở gốc cánh, giải quyết được vấn đề trên biến thể P-38J. Dù sao, những đối trọng gắn bên ngoài là một đặc điểm của mọi P-38 được chế tạo từ đó.
Johnson sau này nhớ lại: "Tôi đã phá vỡ một cái ung nhọt về hiện tượng nén trên chiếc P-38 vì chúng ta bay đến một khoảng tốc độ chưa ai bay bao giờ, và chúng tôi gặp khó khăn khi thuyết phục mọi người rằng tự nó không phải là kiểu máy bay ngộ nghỉnh, nhưng là một vấn đề vật lý căn bản. Chúng tôi khám phá điều gì xảy ra khi chiếc Lightning rớt đuôi, và chúng tôi đã làm việc trong suốt cuộc chiến để tăng thêm 15 knot (28 km/h) cho chiếc P-38. Chúng tôi thấy hiện tượng nén là một bức tường trong suốt thời gian dài, rồi chúng tôi học được cách để vượt qua nó."

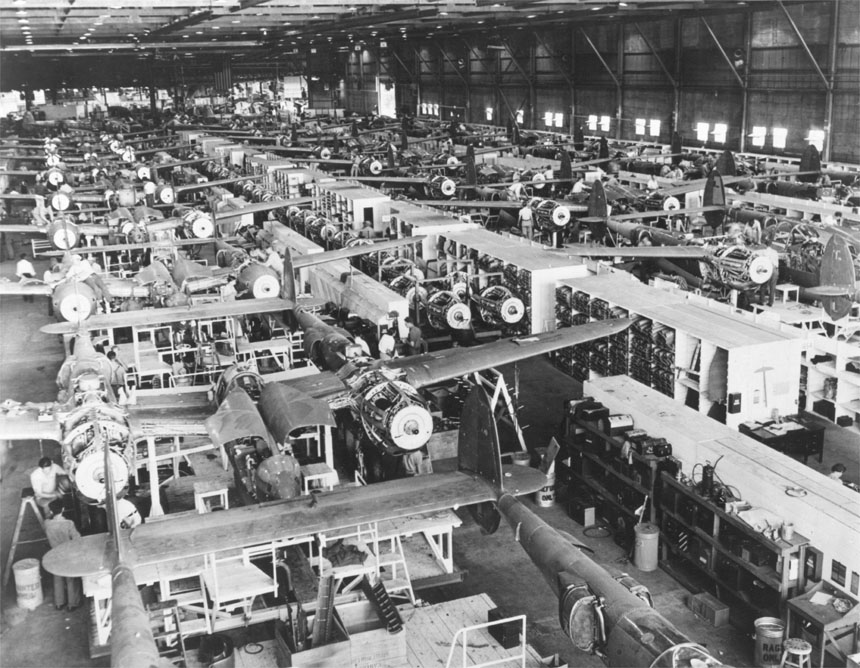
Dây chuyền sản xuất P-38 được cơ khí hóa.

Một vấn đề khác của P-38 là cả hai động cơ đều rất "tối cần"; nếu một bên bị tắt, vốn hay xảy ra, tạo ra mô-men xoắn xoay máy bay lật sang bên động cơ còn hoạt động thay vì bên động cơ chết. Bài huấn luyện bay loại máy bay 2 động cơ hướng dẫn rằng: khi bị tắt 1 động cơ trong lúc cất cánh, phải tăng ga tối đa động cơ còn lại; nhưng trên P-38, mô-men xoắn tạo ra sẽ làm máy bay lộn vòng không đồng bộ không kiểm soát được, lật và rơi. Sau cùng, phi công được hướng dẫn đối phó sự cố này bằng cách giảm ga động cơ còn lại, xoay ngang cánh của cánh quạt động cơ chết, rồi tăng ga dần cho đến khi máy bay thăng bằng.
Tiếng động cơ khá độc đáo, nghe "wu wu" khá êm vì khí xả được giảm thanh bởi bộ tăng áp của General Electric cho động cơ Allison V12. Có những vấn đề về điều chỉnh nhiệt độ trong khoang lái; phi công bị quá nóng trong vùng nhiệt đới vì nóc buồng lái không thể mở ra mà không bị va đập đáng kể, và bị tê cóng khi hoạt động ở Bắc Âu vì khoảng cách giữa động cơ và khoang lái không cho phép sưởi ấm hiệu quả. Dù sao, các biến thể sau này của P-38 được cải tiến để giải quyết những vấn đề trên.

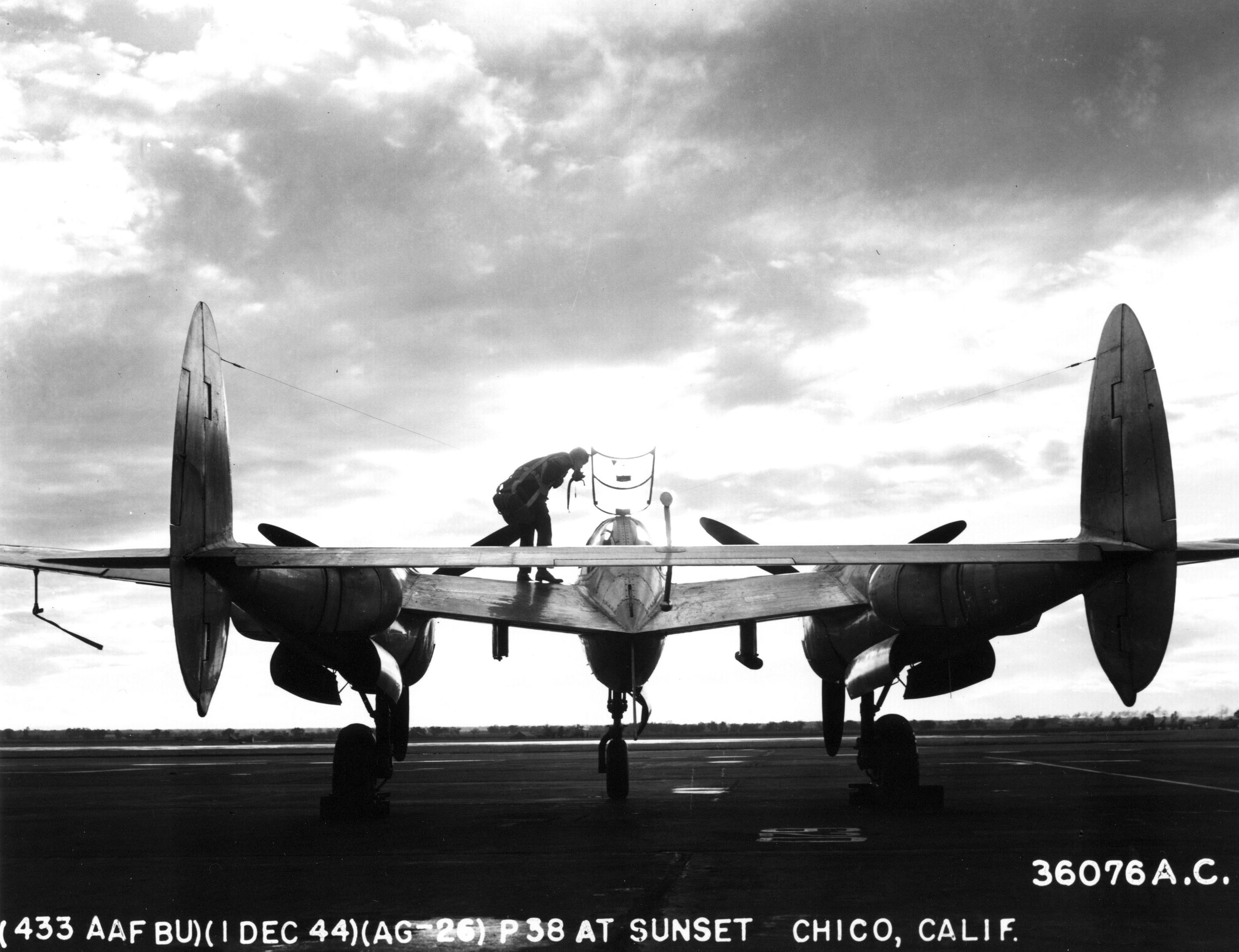
P-38 vào buổi hoàng hôn.

Vào ngày 20 tháng 9 năm 1939, trước khi YP-38 hoàn tất và bay thử, Không lực Lục quân Hoa Kỳ đặt hàng 66 chiếc P-38 Lightning, 30 chiếc sẽ được giao vào giữa năm 1941, nhưng không phải tất cả được trang bị vũ khí. Những chiếc không trang bị sau đó được gắn 4 súng máy 0,50" (thay cho 2 khẩu 0,50" và 2 khẩu 0,30") và 1 pháo 37 mm. Nó cũng có kính chống đạn, vỏ giáp buồng lái và các nút điều khiển buồng lái huỳnh quang. Một chiếc được trang bị buồng lái điều hòa áp lực thử nghiệm và được mang ký hiệu XP-38A. Căn cứ vào báo cáo Không lực nhận được từ châu Âu, 36 chiếc còn lại trong loạt này được nâng cấp với những cải tiến nhỏ như thùng nhiên liệu tự hàn kín và giáp bảo vệ được tăng cường để tăng hiệu quả chiến đấu. Không lực chỉ định 36 chiếc này mang ký hiệu P-38D (và như vậy không hề có phiên bản P-38B hay P-38C). Vai trò chính của những chiếc P-38D là tìm ra lỗi và rút kinh nghiệm vận hành kiểu máy bay này.
Tháng 3 năm 1940, Pháp và Anh đặt hàng tổng cộng 667 chiếc P-38, ký hiệu Kiểu 322F cho Pháp và Kiểu 322B cho Anh. Đó là một biến thể của P-38E mà không có turbo siêu tăng áp (vì chính sách giới hạn xuất khẩu của chính quyền Mỹ), và động cơ có cánh quay về bên phải thay vì ngược chiều nhau cho giống với số lượng lớn máy bay Curtiss Tomahawk mà hai nước này đặt hàng. Sau khi Pháp sụp đổ vào tháng 6 năm 1940, phía Anh lấy toàn bộ đơn đặt hàng và đặt tên lại máy bay là Lightning I (Tia Chớp I). Ba chiếc Lightning I được giao cho Anh Quốc vào tháng 3 năm 1942, và sau khi thấy rằng, không có siêu tăng áp và sử dụng xăng có chỉ số octane thấp của Anh, nó chỉ đạt được tốc độ tối đa 480 km/h (300 mph) cũng như tính năng điều khiển kém, toàn bộ đơn đặt hàng bị hủy bỏ. 140 chiếc Lightning I còn lại được hoàn thành và giao cho Không lực Lục quân Hoa Kỳ với cánh quạt quay ngược chiều nhưng vẫn không có siêu tăng áp. Nó được chuyển cho những đơn vị huấn luyện dưới ký hiệu RP-322. Những máy bay này giúp Không lực huấn luyện phi công mới bay một máy bay tiêm kích mạnh mẽ và phức tạp. RP-322 bay khá nhanh ở độ cao thấp và phù hợp để huấn luyện. Một điểm tốt trong thất bại này là tên "Lightning" được đặt cho máy bay. Lockheed ban đầu gọi nó là Atalanta theo truyền thống công ty đặt tên máy bay của họ những cái tên trong thần thoại và hình tượng thiên đàng, nhưng tên của Không lực Hoàng gia Anh đã thắng cuộc.

## Lịch sử hoạt động
Đơn vị đầu tiên nhận được P-38 là Liên đoàn Tiêm kích số 1. Sau trận Trân Châu Cảng, đơn vị được sáp nhập vào Liên phi đoàn Chiến đấu số 14 tại San Diego để phòng thủ Bờ Tây.

### Tham gia vào cuộc chiến
Chiếc Lightning đầu tiên phục vụ tác chiến là phiên bản F-4, là kiểu P-38E mà 4 máy ảnh được thay cho súng máy. Nó gia nhập Phi đoàn Không ảnh số 8 tại Australia ngày 4 tháng 4 năm 1942. 3 chiếc F-4 được Không quân Hoàng gia Australia sử dụng trên chiến trường này trong một giai đoạn ngắn từ tháng 9 năm 1942.
Ngày 29 tháng 5 năm 1942, 25 chiếc P-38 bắt đầu hoạt động tại quần đảo Aleutian, Alaska. Tầm bay xa của máy bay này khiến nó rất phù hợp trong chiến dịch trên chuỗi quần đảo kéo dài đến gần 2.000 km (1.200 dặm), và nó phục vụ ở đấy cho đến hết cuộc chiến. Aleutian là một trong những nơi có hoàn cảnh khó khăn nhất để thử nghiệm kiểu máy bay mới trong điều kiện chiến đấu. Có nhiều chiếc Lightning bị mất do thời tiết khắc nghiệt và những hoàn cảnh khác hơn là do đối địch, và có những trường hợp phi công Lightning, mải mê bay nhiều giờ trên biển xám dưới bầu trời xám, đơn giản là bay luôn xuống nước. Vào ngày 9 tháng 8 năm 1942, 2 chiếc P-38E của Liên phi đoàn 343, Không lực 11, sau chuyến bay tuần tra dài 1.600 km (1.000 dặm) bỗng bất ngờ gặp 2 chiếc thủy phi cơ Kawanishi H6K "Mavis" Nhật Bản và tiêu diệt chúng luôn, đánh dấu chiếc máy bay Nhật Bản đầu tiên bị Lightning bắn rơi.

### Mặt trận châu Âu

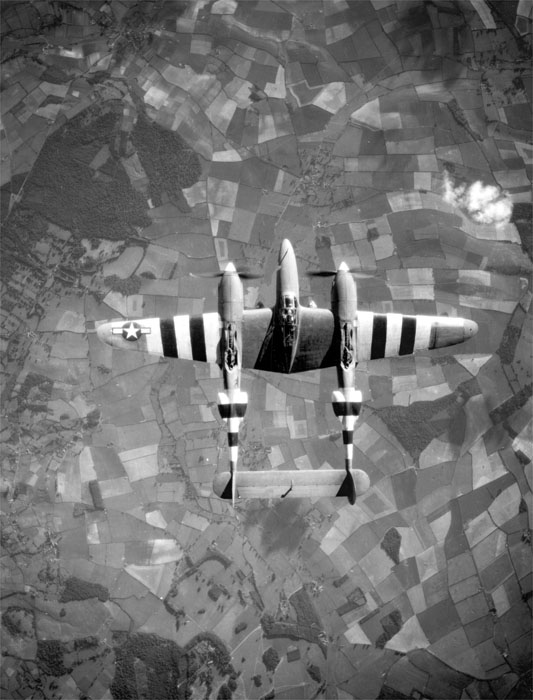
P-38 tham gia chiến dịch Normandy với dấu hiện tấn công Ngày-D sơn trên cánh.

Sau trận Midway, Không lực Lục quân Hoa Kỳ bắt đầu bố trí các đơn vị tiêm kích tới Anh Quốc như là một phần của Chiến dịch Bolero, và Lightning của Liên phi đoàn Tiêm kích số 1 bay vượt Đại Tây Dương ngang qua Iceland. Vào ngày 14 tháng 8, 1 chiếc P-38F và 1 chiếc P-40 hoạt động ngoài khơi Iceland đã bắn hạ 1 chiếc Focke-Wulf Fw 200 Condor xuống Đại Tây Dương, đánh dấu chiếc máy bay Đức Quốc xã đầu tiên bị Không lực Lục quân Hoa Kỳ bắn rơi.
P-38 Lightning có được những lần thoát hiểm may mắn, ví dụ như dịp Liên phi đoàn Tiêm kích 71 đến đóng tại Goxhill (Lincolnshire, Anh Quốc) vào tháng 7 năm 1942. Buổi lễ bàn giao chính thức dự định vào một ngày giữa tháng 8, nhưng vào ngày hôm trước, Goxhill chịu đựng cuộc oanh tạc duy nhất trong cuộc chiến. Một máy bay ném bom Đức duy nhất bay trên đầu và thả một quả bom nhắm rất khéo trúng chỗ giao nhau của 2 đường băng bê tông mới, nhưng quả bom không nổ và những chiếc máy bay vẫn được tiếp tục thực hiện nhiệm vụ. (Sau này mới rõ, không thể lấy quả bom đi, nên trong suốt cuộc chiến máy bay phải vòng qua tránh nó mỗi khi cất cánh.)
Sau 347 phi vụ mà không gặp địch, các Liên phi đoàn Tiêm kích số 1, 14 và 82 được chuyển sang Không lực 12 tại Bắc Phi như một phần của lực lượng được xây dựng cho Chiến dịch Torch. Ngày 19 tháng 11 năm 1942, Lightning hộ tống B-17 thả bom Tunis. Ngày 5 tháng 4 năm 1943, 26 chiếc P-38F của Liên phi đoàn 82 tiêu diệt 31 máy bay địch, giúp khống chế bầu trời khu vực, và được phía Đức gán tên lóng là "der Gabelschwanz-Teufel" (tên Quỷ Đuôi Chẻ). P-38 tiếp tục hoạt động tại Địa Trung Hải cho đến hết chiến tranh.
Những kinh nghiệm tại Đức cho thấy nhu cầu cần có máy bay tiêm kích hộ tống tầm xa để bảo vệ những chiếc máy bay ném bom hạng nặng của Không lực 8. Những chiếc P-38H thuộc Liên phi đoàn Tiêm kích 55 được chuyển sang Không lực 8 tại Anh vào tháng 9 năm 1943, và có thêm các Liên phi đoàn 20, 364 và 479 không lâu sau đó.
Trên chiến trường Địa Trung Hải, phi công Ý bắt đầu đối mặt P-38 từ cuối năm 1942 và xem kiểu máy bay này là một kẻ thù dữ dội, ngay cả khi so sánh với những chiếc tiêm kích nguy hiểm khác bao gồm Supermarine Spitfire. Một số nhỏ P-38 rơi vào tay các đơn vị Đức và Ý, sau đó được thử nghiệm và được dùng trong chiến đấu. Đại tá Tondi bay một chiếc P-38, có lẽ kiểu "E", đã hạ cánh tại Sardinia do sai lầm trong dẫn đường. Tondi khai rằng đã bắn rơi ít nhất 1 chiếc B-24 ngày 11 tháng 8 năm 1943. Những chiếc P-38 đó sau này được Ý sử dụng sau chiến tranh.
P-38 hoạt động tốt trên chiến trường châu Âu cho dù bị áp đảo về số đông đến 10 chọi 1, và thường xuyên bị hỏng động cơ, một phần do không thể dung nạp nhiên liệu phẩm chất thấp của châu Âu. Nhiều vấn đề của máy bay được khắc phục ở phiên bản P-38J, nhưng vào tháng 9 năm 1944, tất cả ngoại trừ một nhóm Lightning của Không lực 8 chuyển qua sử dụng P-51. Không lực 8 vẫn dùng những chiếc F-5 thành công.

### Mặt trận Thái Bình Dương
P-38 được dùng rộng rãi và thành công nhất tại Mặt trận Thái Bình Dương, nơi nó chứng minh là phù hợp một cách lý tưởng, kết hợp tính năng bay xuất sắc và tầm bay rất xa. P-38 được ghi nhận tiêu diệt nhiều máy bay Nhật nhất so với các kiểu tiêm kích của Không quân khác. Buồng lái lạnh cóng không là vấn đề ở vùng nhiệt đới. Trong thực tế, vì không có cách nào mở nóc kính buồng lái khi đang bay vì sẽ gây rung lắc do nhiễu động khí học cánh đuôi, thường rất nóng, và phi công hay bay với trang phục quần shorts, mang giày tennis và đeo dù. Trong khi chiếc P-38 không thể cơ động hơn Mitsubishi Zero và đa số máy bay tiêm kích Nhật khác, vận tốc và tốc độ lên cao cho phép cho phép phi công Mỹ lựa chọn chiến đấu hay bỏ chạy, và sức mạnh hỏa lực tấn công tập trung càng chết người hơn cho những chiếc máy bay Nhật bọc giáp yếu hơn là máy bay Đức. Jiro Horikoshi, người thiết kế Zero, đã viết: "Âm thanh đặc biệt của đôi động cơ của chiếc P-38 trở nên vừa quen thuộc vừa căm ghét đối với người Nhật dọc theo cả vùng Nam Thái Bình Dương."
Vào ngày 2 đến 4 tháng 3 năm 1943, P-38 bay yểm trợ cho nhóm máy bay ném bom và tấn công của Không lực 5 và Australia trong trận đánh biển Bismarck, một thất bại tan nát của Nhật. Hai phi công "Ách" P-38 của Phi đoàn Tiêm kích 39 bị giết vào ngày thứ hai của trận đánh: Bob Faurot và Hoyt "Curley" Eason (phi công kỳ cựu với 5 chiến tích và đã huấn luyện hằng trăm phi công, trong đó có Dick Bong).
Tướng George C. Kenney, Chỉ huy trưởng Không lực 5 Lục quân Hoa Kỳ tại New Guinea, không có đủ số máy bay P-38, mặc dù nó chỉ dùng thay thế những chiếc P-39 và P-40 còn hoạt động được nhưng không đủ. Phi công Lightning bắt đầu cạnh tranh nhau ghi điểm hạ máy bay Nhật.

#### Phục kích Yamamoto Isoroku
Lightning có mặt ở một trong những phi vụ nổi bật của Mặt trận Thái Bình Dương: vụ phục kích vào ngày 18 tháng 4 năm 1943 giết chết Đô đốc Yamamoto Isoroku, nhà kiến trúc của chiến lược Hải quân Đế quốc Nhật Bản tại Thái Bình Dương, kể cả trận đánh Trân Châu Cảng. Khi máy giải mã của Hoa Kỳ tìm thấy ông đang bay đến đảo Bougainville để thị sát mặt trận, 16 chiếc Lightning được gửi đến trong một phi vụ tấn công đánh chặn tầm xa, bay 700 km (435 dặm) từ đảo Guadalcanal ở độ cao cách mặt biển 3–15 m (10–50 ft) để tránh bị phát hiện. Những chiếc Lightning bắt gặp chiếc máy bay ném bom Mitsubishi G4M "Betty" của Yamamoto cùng những chiếc Zero hộ tống ngay khi chúng vừa đến. Bốn chiếc tấn công những máy bay ném bom, hạ chiếc Betty trên rừng rậm, trong khi 12 chiếc kia yểm trợ trên không.

### Thành tích phục vụ
Thành tích phục vụ của P-38 cho thấy những kết quả trái ngược. Ở mặt tiêu cực, hầu hết các biến thể đều khó lái hơn những chiếc tiêm kích 1 động cơ tốt nhất, và ở những phiên bản ban đầu, phi công bị lạnh cóng ở thời tiết phía bắc. Thêm nữa, cặp động cơ Allison có vấn đề – một số lớn Lightning bị mất trong chiến tranh do hỏng động cơ hơn là do đạn quân thù, làm cho máy bay có chỉ số thắng-thua tương đối thấp. Cho đến phiên bản -J-25, P-38 thường là "con vịt mồi" cho máy bay tiêm kích Đức vì động cơ yếu kém và thiếu bộ phanh bổ nhào để chống rung động. Phi công tiêm kích Đức thường né tránh bằng cách đâm bổ dài vì họ biết chiếc Lightning sẽ miễn cưỡng để bám theo.
Dù không là máy bay không chiến tốt nhất, ưu điểm lớn nhất của Lightning là tầm bay xa, chở nặng, vận tốc nhanh, tốc độ lên cao và hỏa lực tập trung. P-38 là chiếc máy bay tiêm kích và ném bom dữ dội, và khi trong tay một phi công giỏi, là mối đe dọa nguy hiểm trong không chiến. Trên mặt trận Thái Bình Dương, P-38 bắn rơi hơn 1.800 máy bay Nhật, và có hơn 100 phi công "Ách" vì hạ được 5 máy bay hay nhiều hơn.

## Các phiên bản
Tổng cộng có trên 10.000 Lightnings được sản xuất, là một trong số ít máy bay chiến đấu Mỹ được sản xuất suốt thời gian Mỹ tham gia Thế Chiến II. Lightning có ảnh hưởng lớn đến các kiểu máy bay khác, như trường hợp cánh của nó, ở dạng to hơn, được dùng cho chiếc Lockheed L-049 Constellation.

### P-38E và P-38F
Phiên bản Lightning đầu tiên tham chiến, bao gồm cải tiến dụng cụ, các hệ thống điện tử và thủy lực. Đang trong sản xuất, cánh quạt kiểu cũ Hamilton Standard Hydromatic bằng thép rỗng được thay bằng cánh quạt Curtiss Electric hợp kim nhôm. Cấu hình vũ khí tiêu chuẩn là 4 súng máy 12,7 mm với 500 viên đạn mỗi khẩu và 1 pháo Hispano 20 mm với 150 quả đạn thay cho kiểu Oldsmobile 37 mm kém tin cậy.
Trong khi các súng máy được sắp xếp đối xứng trên mũi ở các phiên bản trước, chúng được "xếp xen kẻ" kể từ phiên bản P-38E, và các nòng súng nhô ra từ mũi có độ dài tuần tự theo tỉ lệ 1:4:6:2. Mục đích là để các băng đạn được nạp thẳng vào súng, vì kiểu sắp xếp trước đây thường làm kẹt đạn.
Chiếc P-38E đầu tiên xuất xưởng vào tháng 10 năm 1941. Trên 100 chiếc P-38E được hoàn tất tại xưởng hay được biến cải tại chỗ thành phiên bản trinh sát hình ảnh F-4, trên đó các khẩu súng được thay bằng 4 máy ảnh. Hầu hết các chiếc Lightning trinh sát đời đầu được giữ lại trong nước để huấn luyện, nhưng F-4 là chiếc Lightning đầu tiên tham chiến vào tháng 4 năm 1942. Sau khi 210 chiếc P-38E được chế tạo, nó được tiếp nối từ tháng 4 năm 1942 bởi kiểu P-38F, trang bị giá phía trong động cơ để gắn thùng dầu hoặc tổng cộng 900 kg (2.000 lb) bom. Có tổng cộng 527 chiếc P-38F được chế tạo. 

### P-38G và P-38H
P-38G được bắt đầu sản xuất từ đầu năm 1943, gắn động cơ mạnh hơn Allison 1.400 mã lực (1.040 kW) mỗi chiếc và trang bị radio tốt hơn. P-38G lại được tiếp nối bởi P-38H, với động cơ nâng cấp Allisons 1.425 mã lực (1.060 kW), pháo 20 mm cải tiến và mang được 1.450 kg (3.200 lb) bom. Những kiểu này cũng được cải tiến trên chiến trường thành máy bay trinh sát F-4A và F-5A. Một chiếc F-5A được cải tiến thành kiểu thử nghiệm trinh sát 2 chỗ ngồi và thêm những máy ảnh gắn trên đuôi thân.
Những phiên bản đầu tiên không có được tính năng cơ động tốt, dù chúng có thể khá nhanh nhẹn ở cao độ thấp nếu do các phi công có khả năng lái, lợi dụng tính chất chòng chành của P-38 theo kiểu có lợi nhất. Từ kiểu P-38F-15 trở đi, khả năng "cơ động không chiến" được thêm vào cấu trúc cánh tà Fowler. Khi bật ra ở góc 8°, những cánh lái này cho phép P-38 quay vòng nhanh hơn nhiều chiếc tiêm kích 1 động cơ hiện đại bằng cách đánh đổi thêm chút lực cản. Dù sao, những phiên bản ban đầu bị ngăn trở do lực điều khiển cánh nhỏ nặng và tốc độ lộn vòng ban đầu thấp.

### P-38J và P-38L

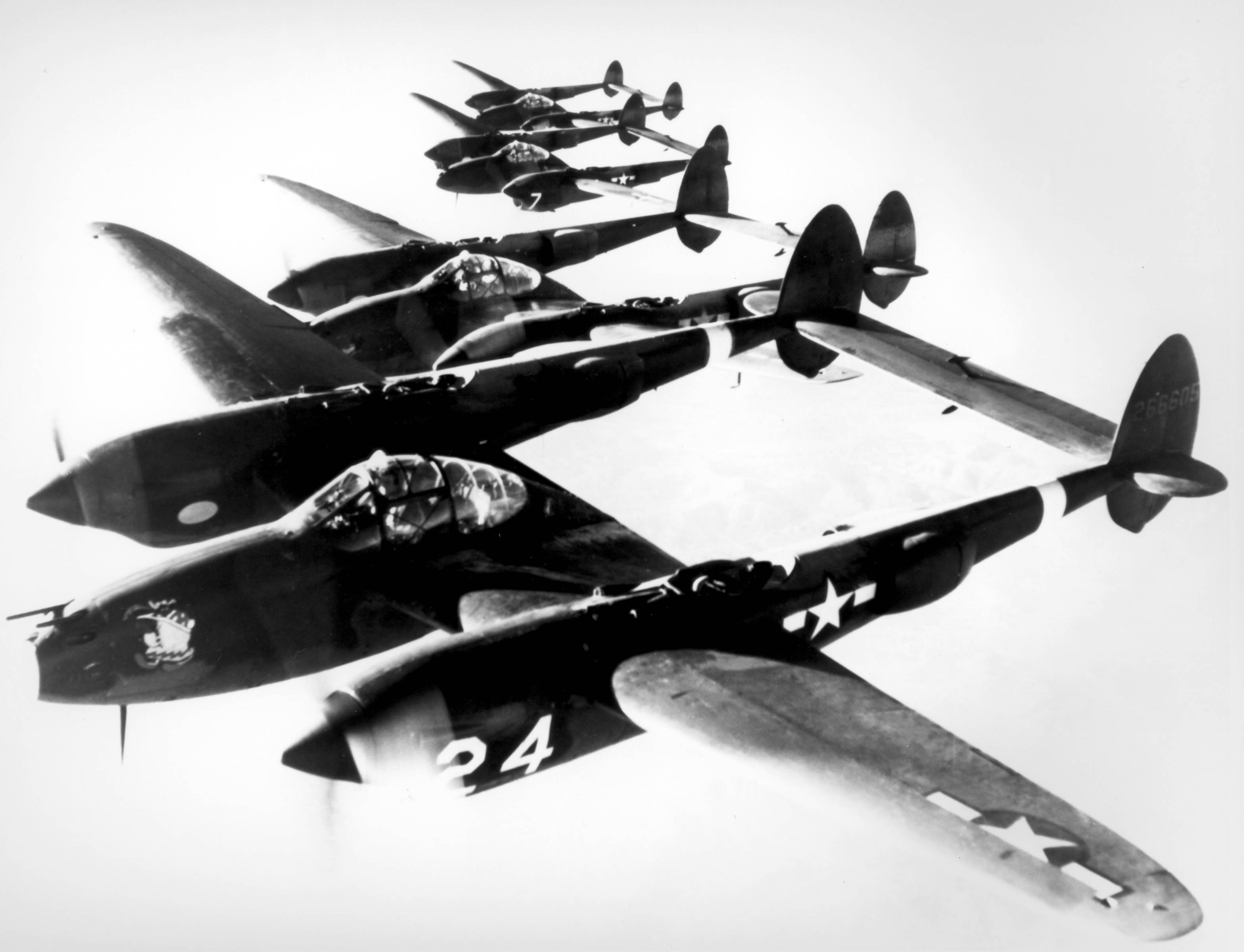
Bốn chiếc P-38 bay theo đội hình.

P-38J được giới thiệu vào tháng 8-1943. Hệ thống làm mát khí nạp tăng áp trên những phiên bản trước được lắp ở cạnh trước của cánh dễ bị tổn hại trong chiến đấu và có thể nổ nếu thực hiện một chuỗi thao tác sai lầm. Trong kiểu P-38J, tản nhiệt của bộ làm mát khí nạp tăng áp được bố trí giữa các bộ làm mát dầu động cơ trong thân bên của Lightning, khiến dáng vẻ không còn thon thả mà có cái "cằm" phân biệt kiểu J khác các kiểu trước. Trong khi P-38J dùng chung kiểu động cơ V-1710-89/91 như kiểu H, tăng áp cải tiến giúp làm tăng công suất động cơ. Cạnh trước của cánh được trang bị thùng nhiên liệu 55 gallon vào chỗ tản nhiệt trước đây. Loạt 210 chiếc kiểu J cuối cùng, ký hiệu P-38J-25-LO, được giảm nhẹ hiệu ứng chịu nén bằng cách thêm một bộ phanh bổ nhào hoạt động bằng điện gắn phía dưới giữa cánh bên ngoài động cơ. Nhờ các cải tiến này, một phi công Không lực đã báo cáo về một tốc độ bổ nhào đạt đến 970 km/h (600 mph), cho dù sau đó được hiệu chỉnh lại do những lỗi chịu nén, nên tốc độ thực sự nhỏ hơn.
Loạt sản xuất P-38J-25-LO cũng được thêm các cánh tà vận hành bằng thủy lực. Lần đầu tiên một hệ thống như vậy được gắn trên máy bay tiêm kích, cải thiện đáng kể tốc độ lật nào của Lightning và giảm độ nặng các điều khiển của phi công. Hài lòng với một chiếc Lightning có được, Lockheed đẩy mạnh sản xuất, làm việc với các nhà thầu phụ khắp nước để sản xuất hàng trăm chiếc Lightning mỗi tháng.
Có 2 chiếc P-38K được phát triển trong giai đoạn 1942–1943. Chiếc đầu là một kiểu P-38E được cải tiến gắn cánh quạt Hamilton Standard "hiệu quả cao" dạng mái chèo giống như loại dùng trên chiếc P-47. Cánh quạt mới đòi hỏi trục quay đường kính lớn hơn, và trục truyền lực gắn cao hơn. Cần có nắp đậy mới để gắn vừa trục quay vào thân. Chiếc này cũng có cải tiến bộ làm mát khí nạp như P-38J.
Hiệu quả của chiếc nguyên mẫu đầu tiên đưa đến việc phát triển chiếc thứ hai, một chiếc P-38G-10-LO cải tiến được ký hiệu P-38K-1-LO, gắn kiểu cánh quạt nói trên và động cơ mới Allison V-1710-75/77 (F15R/L) cung cấp 1.875 mã lực ở chế độ lực chiến đấu khẩn cấp. Trong thử nghiệm, P-38K-1 đạt tốc độ 432 mph và được dự đoán sẽ vượt quá 450 mph ở chế độ lực chiến đấu khẩn cấp, với sự gia tăng tương đương về tốc độ lên cao, tải trọng, trần bay và tầm bay. Tuy nhiên, Hội đồng Sản xuất Chiến tranh từ chối chấp nhận sản xuất P-38K vì cần phải ngưng sản xuất trong 2-3 tuần để cải tạo việc sản xuất nắp đậy mới và trục truyền lực gắn cao hơn.
Kiểu P-38L Lưu trữ ngày 27 tháng 9 năm 2007 tại Wayback Machine là phiên bản Lightning có số lượng nhiều nhất, với 3.923 chiếc được sản xuất, trong đó 113 chiếc do Consolidated-Vultee sản xuất tại nhà máy của họ ở Nashville. Nó được Không lực Bộ binh Hoa Kỳ đưa ra sử dụng vào tháng 6 năm 1944, kịp lúc để hỗ trợ cuộc tấn công Pháp của Đồng Minh vào ngày D. Lightning do Lockheed sản xuất được phân biệt bằng hậu tố "LO" trong ký hiệu lô sản xuất, trong khi máy bay của Consolidated-Vultee mang ký hiệu "VN," thí dụ như "P-38L-5-VN."
P-38L là chiếc Lightning đầu tiên gắn ống phóng rocket zero-length. 7 rocket HVAR (High Velocity Aircraft Rockets) gắn vào đế dưới mỗi cánh, và sau này là 10 rocket mỗi cánh trên giá kiểu "cây thông". P-38L cũng có giá mang chắc hơn để mang được bom 900 kg (2.000 lb) hoặc thùng nhiên liệu vứt được 1.140 L (300 US gallon).

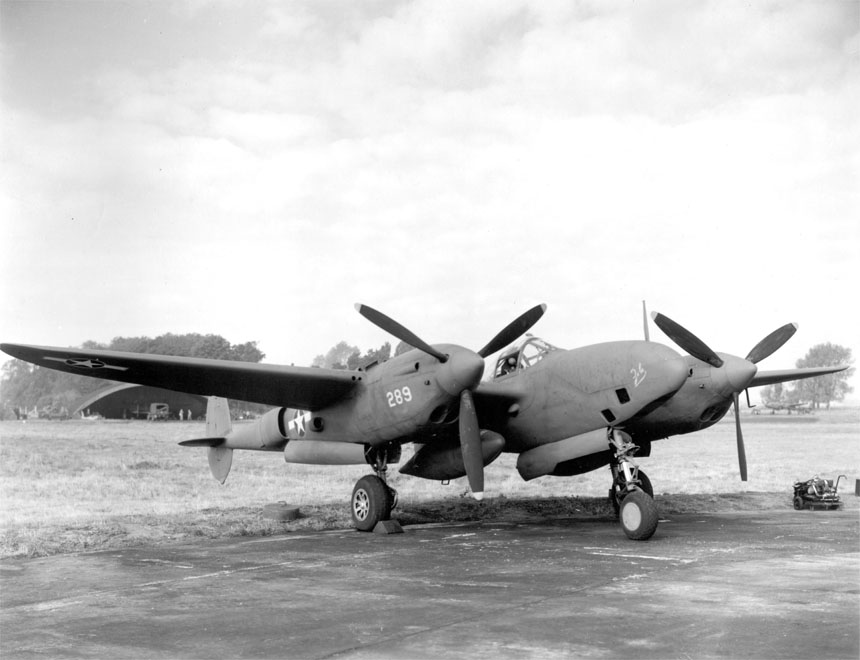
F-5B, phiên bản trinh sát của P-38.

Lockheed cải tiến 200 khung P-38J trong sản xuất thành kiểu máy bay F-5B trinh sát hình ảnh không vũ trang, trong khi hằng trăm chiếc P-38J và P-38L khác được cải tạo trên chiến trường thành F-5E, F-5F và F-5G. Một ít P-38L được cải tạo trên chiến trường thành kiểu 2 chỗ ngồi TP-38L dùng trong huấn luyện tương thích.
Những chiếc Lightning đời cuối được giao hàng mà không sơn, theo chủ trương của Không lực đặt ra năm 1944. Đầu tiên, các đơn vị tiền phương thử sơn chúng, vì các phi công lo ngại dễ bị đối phương nhìn thấy, nhưng vấn đề này mang lại lợi ích nhỏ mà thôi.
Loạt P-38L-5, là đợt P-38L thông dụng nhất, có hệ thống sưởi ấm buồng lái cải tiến gồm 1 ổ cắm để phi công gắn dây sưởi ấm trang phục bay cho dễ chịu hơn. Những chiếc này cũng có động cơ V-1710-111/113 (F30R/L) nâng cấp, giúp làm giảm hỏng hóc động cơ hay gặp khi hoạt động ở cao độ cao.

### Pathfinder, Night Lightning và các biến thể khác
Lightning được cải tiến cho các vai trò khác. Ngoài những phiên bản trinh sát F-4 và F-5, một số chiếc P-38J và P-38L được cải tiến tại chiến trường thành kiểu "pathfinder" (người dò đường) hay "droopsnoots", trang bị mũi kính và thiết bị ngắm ném bom Norden, hoặc một radar H2X để "ném bom qua sương mù". Chiếc pathfinder sẽ dẫn đầu một phi đội P-38, tất cả đều mang hai bom 900 kg (2.000 lb); cả đội hình sẽ trút bom theo tín hiệu từ chiếc pathfinder.
Một số chiếc Lightning được cải tiến thành máy bay tiêm kích bay đêm. Có rất nhiều kiểu cải tiến tại chiến trường hay thử nghiệm với nhiều loại thiết bị khác nhau mà cuối cùng đưa đến kiểu máy bay tiêm kích bay đêm "chính thức" P-38M, còn gọi là Night Lightning. Có 75 chiếc P-38L được cải tiến thành cấu hình Night Lightning, sơn màu đen và có nắp chụp chắn sáng hình nón trước nòng súng máy, một cụm radar AN/APS-6 bên dưới mũi, và một buồng lái thứ hai dành cho người theo dõi radar có nóc nhô cao hơn phía sau buồng lái của phi công. Khoảng sáng trên đầu của buồng lái thứ hai khá giới hạn, buộc phải chọn lựa người theo dõi radar có vóc dáng thấp bé.
Các thiết bị phụ trợ gắn thêm bên ngoài, thật đáng ngạc nhiên, là không ảnh hưởng mấy đến tính năng bay của P-38M, và nó vẫn bay nhanh hơn kiểu máy bay được thiết kế dành riêng cho nhiệm vụ máy bay tiêm kích bay đêm là chiếc Northrop P-61 Black Widow. Night Lightning tham gia các hoạt động chiến sự tại Thái Bình Dương cho đến hết chiến tranh, nhưng sau khi xác minh, không tham gia trận không chiến nào.

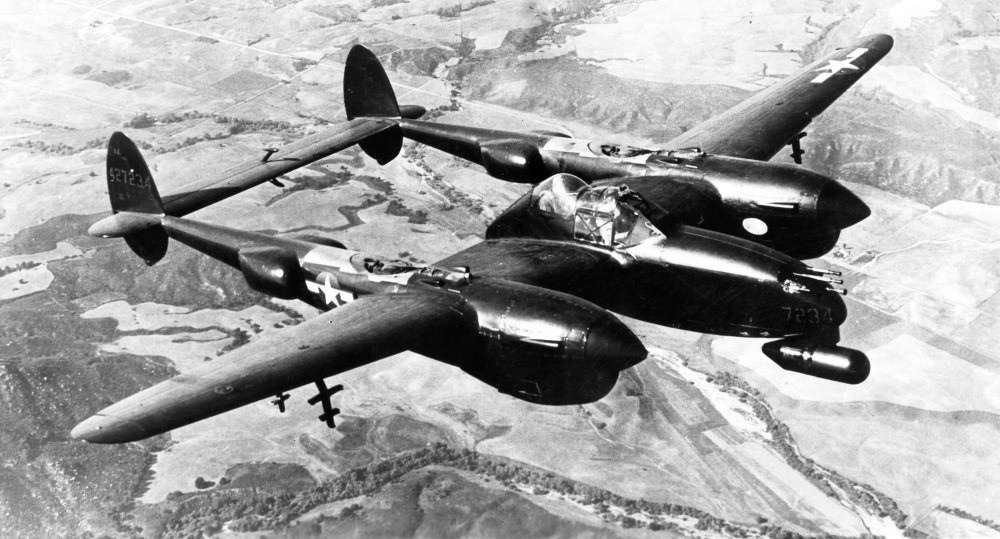
Lockheed 422 P-38M Night Lightning.

Vào thời kỳ đầu của chiến tranh tại Thái Bình Dương, có một kế hoạch được đề nghị trang bị phao nổi cho chiếc Lightning để nó có thể vận chuyển đường trường tầm xa. Những phao này sẽ được tháo ra trước khi đưa vào chiến đấu. Có mối lo ngại là nước muối bắn lên sẽ gây rỉ sét phần đuôi máy bay, nên một chiếc P-38E được cải tiến có phần đuôi được nâng cao và một buồng lái thứ hai xoay lưng lại hướng ra sau cho một quan sát viên theo dõi hiệu quả của kết cấu mới này. Chiếc P-38E này chưa bao giờ được gắn phao nổi, còn ý tưởng trên nhanh chóng bị bỏ qua vì Hải quân Mỹ chứng tỏ có đủ khả năng vận chuyển để giao những chiếc P-38 đến mặt trận Nam Thái Bình Dương.
Thêm một chiếc P-38E khác được sử dụng thử nghiệm vào năm 1942 để kéo tàu lượn đổ bộ CG-4 Hadrian. Tuy nhiên, đã có sẵn nhiều kiểu máy bay khác, như chiếc C-47s, để kéo tàu lượn, và chiếc Lightning không phải đảm đương trách nhiệm này.
Những chiếc Lightning còn được dùng để vận chuyển nhân sự và hàng hóa ở khu vực Nam Thái Bình Dương. Chúng được trang bị những cụm gắn dưới đế cánh thay cho bom hay thùng nhiên liệu phụ, có thể chở được một hành khách nằm dài hay hàng hóa. Đây là một cách rất bất tiện để bay, vì một số trong các cụm này còn không được trang bị cửa sổ để nhìn ra hay mang lại chút ánh sáng. Một người từng được vận chuyển theo chiếc P-38 theo cách này sau đó đã nói "tên nào thiết kế trò quái quỷ này phải được nhét vô đây một lần cho biết."
Lockheed đề nghị cho Hải quân Hoa Kỳ một phiên bản hải quân của Lightning đặt tên là Kiểu 822. Kiểu 822 sẽ có cánh xếp, móc hãm và càng đáp chắc chắn hơn để hoạt động được trên các tàu sân bay. Hải quân đã không mấy quan tâm đến đề nghị này. Họ cho rằng chiếc Lightning quá lớn để hoạt động trên tàu sân bay, và họ cũng không thích kiểu động cơ làm mát bằng nước, nên Kiểu 822 chỉ được phác thảo trên giấy. Tuy nhiên, Hải quân có sử dụng bốn chiếc F-5B từ căn cứ mặt đất tại Bắc Phi, được chuyển giao từ Không lực Mỹ và đặt tên lại là FO-1.
Một chiếc P-38J được dùng thử nghiệm một kiểu tiếp nhiên liệu trên không, mang một thùng nhiên liệu phụ vứt được nối bằng dây cáp từ một máy bay ném bom. Không lực Mỹ đã tìm cách cho nó hoạt động, nhưng cho rằng nó không thiết thực. Một chiếc P-38J khác cũng được gắn thử nghiệm bộ càng đáp trượt tuyết thu vào được, nhưng ý tưởng này chưa từng được đưa ra hoạt động.
Sau chiến tranh, một chiếc P-38L được thử nghiệm trang bị ba súng máy 15,2 mm (0,6 in). Cỡ đạn 15,2 mm được phát triển vào đầu chiến tranh cho một kiểu súng trường chống tăng dành cho bộ binh, một loại vũ khí được nhiều nước phát triển trong thập niên 1930 khi các kiểu xe tăng thường nhẹ. Nhưng đến năm 1942, ý tưởng đối đầu với xe tăng bằng một kiểu súng trường cỡ nòng lớn bị xem là "lạc hậu" hay thậm chí là "tự sát". Chương trình không bị hủy bỏ, và người Mỹ tiếp tục thiết kế một kiểu cải tiến từ kiểu pháo tự động Đức MG 151 15 mm trang bị cho máy bay và đặt tên là "T17," nhưng cho dù 300 súng và 6 triệu viên đạn 15,2 mm được chế tạo, họ không thể giải quyết triệt để các lỗi, nên súng máy T17 không bao giờ được đưa ra sử dụng. Cỡ đạn được "nâng cấp" cho vừa các đầu đạn 20 mm và trở thành cỡ đạn tiêu chuẩn của Mỹ sau chiến tranh. Chiếc P-38L trang bị T17 chỉ là những thử nghiệm thất bại và không phát triển tiếp.
Một chiếc P-38L khác được cải tiến sau chiến tranh thành một kiểu máy bay "siêu tiến công" với tám súng máy 12,7 mm trước mũi và một cụm hai súng máy 12,7 mm gắn trên mỗi cánh, nâng lên tổng cộng 12 súng máy. Không có chiếc nào được sản xuất thật sự.
Một chiếc P-38L khác được cải tiến bởi Hindustan Aeronautics tại Ấn Độ như là kiểu máy bay chở nhanh khách quan trọng (VIP), với chỗ ngồi thoải mái trong khoang có bọc da, các tiện nghi giải khát, và buồng lái kính cung cấp tầm nhìn bao quát.

## Các nước sử dụng
Hoa Kỳ
- Không lực Lục quân Hoa Kỳ

## Đặc điểm kỹ thuật (P-38L)

Lockheed P-38 Lightning

Tham khảo: Quest for Performance

### Đặc điểm chung
- Đội bay: 01 người
- Chiều dài: 11,53 m (37 ft 10 in)
- Sải cánh: 15,85 m (52 ft 0 in)
- Chiều cao: 3,00 m (9 ft 10 in)
- Diện tích bề mặt cánh: 30,43 m² (327,5 ft²)
- Kiểu cánh: NACA 23016 / NACA 4412
- Diện tích cản: 0,82 m² (8,78 ft²)
- Hệ số nâng/lực cản: 0,0268
- Tỉ lệ dài/rộng cánh: 8,26
- Áp lực cánh: 260,9 kg/m² (53,4 lb/ft²)
- Trọng lượng không tải: 5.800 kg (12.780 lb)
- Trọng lượng có tải: 7.940 kg (17.500 lb)
- Trọng lượng cất cánh tối đa: 9.798 kg (21.600 lb)
- Động cơ: 2 x động cơ Allison V-1710-111/113 V-12 turbo tăng áp, làm mát bằng chất lỏng, công suất 1.600 mã lực (1.194 kW) mỗi động cơ

### Đặc tính bay
- Tốc độ lớn nhất: 667 km/h (414 mph) ở độ cao 7.620 m (25.000 ft)
- Tốc độ chòng chành: 170 km/h (105 mph)
- Tầm bay tối đa: 3.640 km (2.600 mi)
- Bán kính chiến đấu: 1.770 km (1.100 mi)
- Trần bay: 13.400 m (44.000 ft)
- Tốc độ lên cao: 24,1 m/s (4.750 ft/min)
- Tỉ lệ công suất/khối lượng: 0,27 kW/kg (0,16 hp/lb)
- Tỉ lệ lực nâng/lực cản: 13,5

### Vũ khí
- 1 × pháo Hispano M2(C) 20 mm với 150 quả đạn (tuần tự 2 đạn AP, 2 đạn pháo sáng và 2 đạn HE), tốc độ bắn 650 quả mỗi phút với đầu đạn 130 g và tốc độ đường đạn 880 m/s.
- 4 x súng máy Colt-Browning MG53-2 12,7 mm (0,50 in) với 500 viên đạn mỗi khẩu, tốc độ bắn 850 viên mỗi phút và tốc độ đường đạn 840 m/s.
- 4 x ống phóng rocket M10 x 3 rocket 112 mm (4,5 in), hoặc:
- 10 x Rocket máy bay tốc độ cao 127 mm (5 in) HVAR, và/hoặc:
- bom: chọn lựa 2 x 908 kg (2.000 lb), 2 x 454 kg (1.000 lb), 4 x 227 kg (500 lb) hay 4 x 114 kg(250 lb)

## Tham khảo

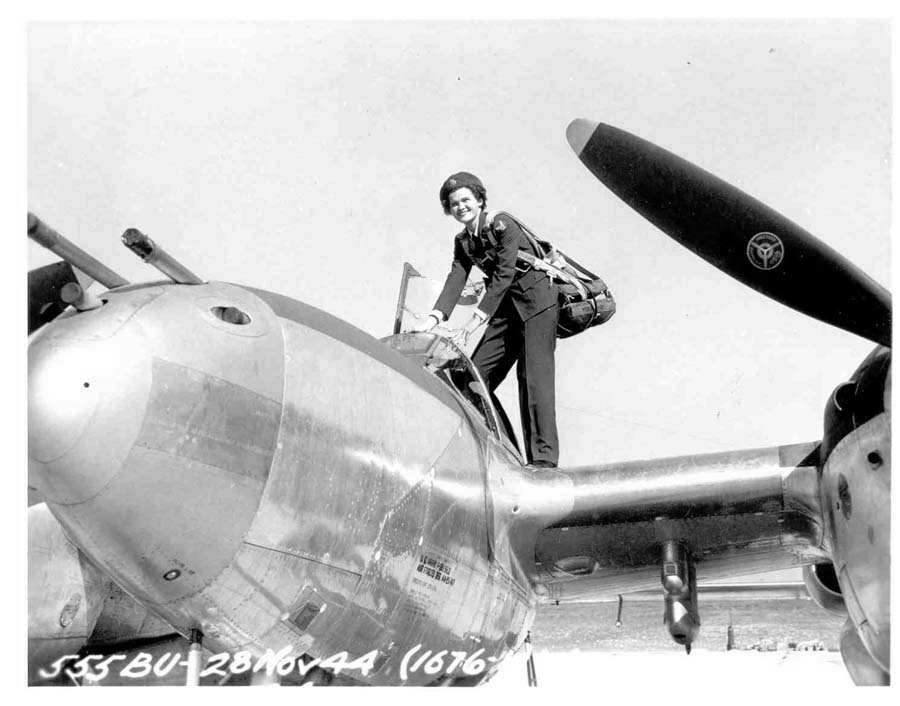
Ruth Dailey, thuộc đơn vị Nữ Phi công Phục vụ Không lực (WASP) đang trèo lên chiếc P-38.

## Nội dung liên quan

### Máy bay liên quan
- Lockheed Constellation
- Lockheed XP-49
- Lockheed XP-58 Chain Lightning

### Máy bay tương tự
Cấu hình tương tự
- Focke-Wulf Fw 189
- Fokker G.I
- Hughes D-2
- Hughes XF-11
- North American F-82 Twin Mustang
- Northrop P-61 Black Widow

Tính năng tương tự
- de Havilland Mosquito
- de Havilland Hornet
- Focke-Wulf Fw 187
- Grumman F7F Tigercat
- Messerschmitt Me 410
- Mitsubishi Ki-83
- Westland Whirlwind
- Westland Welkin

### Trình tự thiết kế
- Trình tự F trước năm 1948:
  - Tiêm kích: P-35 - P-36 - XP-37 - P-38 - P-39 - P-40 - XP-41
  - Trinh sát hình ảnh: F-1 - F-2 - F-3 - F-4 - F-5 - F-6 - F-7 - F-8
- Trình tự Hải quân trước năm 1962:
  - FJ - FL - FM - FO - FR - FS - FU
- Trình tự Không lực sau năm 1948:
  - F-38 - F-40 - F-47 - F-51 - F-59 - F-61 - F-63

### Danh sách liên quan
- Danh sách máy bay chiến đấu
- Danh sách máy bay quân sự Hoa Kỳ
- Danh sách máy bay trong Chiến tranh Thế giới II
- Danh sách máy bay tiêm kích